# Alice z Courtenay
Alice z Courtenay (francouzsky Alice de Courtenay, 1160? – 12. února 1218) byla hraběnka z Joigny a Angoulême.
Narodila se jako dcera Petra, nejmladšího syna francouzského krále Ludvíka VI. a Alžběty, dcery a dědičky Renauda z Courtenay. Roku 1178 byla provdána za hraběte Viléma z Joigny, kterému porodila dva syny. O šest let později bylo manželství z důvodu příbuzenství rozvedeno a téhož roku se Alice provdala za Aymera z Angoulême, kterému dala dceru Isabelu, budoucí královnu Anglie. Aymera přežila o řadu let, zemřela v únoru 1218.